# Pikit
Pikit (Bayan ng Pikit) är en kommun i Filippinerna. Kommunen ligger på ön Mindanao, och tillhör provinsen Cotabato. Folkmängden uppgår till 68 455 invånare.

## Barangayer
Pikit är indelat i 42 barangayer.
| - Bagoaingud (Bagoinged) - Balabak - Balatican - Balong - Balungis - Barungis - Batulawan - Bualan - Buliok - Bulod - Bulol - Calawag - Dalingaoen (Lalingaon) - Damalasak | - Fort Pikit - Ginatilan - Gligli - Gokoton (Gokotan) - Inug-ug - Kabasalan - Kalacacan - Katilacan - Kolambog - Ladtingan - Lagunde - Langayen - Macabual - Macasendeg | - Manaulanan - Nabundas - Nalapaan - Nunguan - Paidu Pulangi - Panicupan - Poblacion - Punol - Rajah Muda - Silik - Takipan - Talitay - Tinutulan - Pamalian |